# هيلدير روساريو
هيلدير روساريو (بالبرتغالية: Hélder Miguel do Rosário‏) (مواليد 9 مارس 1980 في لشبونة - البرتغال) لاعب كرة قدم برتغالي يلعب حاليا لصالح نادي الدرجة الأولى مالقا الإسباني منذ 2007 في مركز قلب الدفاع .

## روابط خارجية
- هيلدير روساريو على موقع قاعدة بيانات كرة القدم.إي يو (الإنجليزية)
- هيلدير روساريو على موقع Soccerway.com (الإنجليزية)
- هيلدير روساريو على موقع AS.com (الإسبانية)